# Elihu Emory Jackson
Elihu Emory Jackson, född 3 november 1837 i Delmar, Maryland, död 27 december 1907 i Baltimore, Maryland, var en amerikansk demokratisk politiker. Han var Marylands guvernör 1888–1892.

## Biografi
Jackson var verksam inom timmerbranschen. Han var först ledamot av Marylands delegathus och sedan senator i Marylands senat. År 1888 efterträdde han Henry Lloyd som guvernör och efterträddes 1892 av Frank Brown. Jackson avled 70 år gammal och gravsattes på Parsons Cemetery i Salisbury.
Jackson var bror till William Humphreys Jackson som var ledamot av USA:s representanthus 1901–1905 och 1907–1909. Brorsonen William P. Jackson var ledamot av USA:s senat 1912–1914.